# 斯基賓齊 (波格列比謝區)
49°31′24″N 29°30′9″E / 49.52333°N 29.50250°E
斯基賓齊（烏克蘭語：Скибинці），是烏克蘭的村落，位於該國西南部文尼察州，由文尼察區負責管轄，面積0.22平方公里，海拔高度205米，2001年人口310，人口密度每平方公里1,409人。